# Cyparium thorpei
Cyparium thorpei – gatunek chrząszcza z rodziny kusakowatych, podrodziny łodzikowatych i plemienia Cypariini.
Gatunek ten opisany został w 2003 roku przez Ivana Löbla i Richarda A.B. Leschena. Epitet gatunkowy nadano na cześć Stephena Thorpe’a, który odłowił holotyp.
Chrząszcz o ciele długości od 3,05 do 3,15 mm, w obrysie wydłużonym, z wierzchu gładkim i bardzo delikatnie punktowanym, ubarwiony czarno lub czerwonoczarno z ciemnobrązowymi odnóżami oraz ochrowymi czułkami i końcowymi segmentami odwłoka. Owłosienie ciała jest wyraźne. Głowa pozbawiona jest listewki czołowej. Czułki osadzone są daleko od siebie, buławkowate. Dobrze rozwinięte przedpiersie jest podobnej długości co przednie biodra i wyposażone w żeberko środkowe. Dyskowa część pokryw pozbawiona jest punktowanych rzędów. Tylna para skrzydeł jest w pełni wykształcona. Najdłuższy z kolców na goleniach przedniej pary odnóży jest krótszy niż połowa szerokości tychże goleni. Pierwszy z widocznych sternitów odwłoka ma wzniesione szczecinki, w tym dwie lub cztery szczecinki pierwszorzędowe.
Owad endemiczny dla Nowej Zelandii, znany tylko z góry Ruapehu na Wyspie Północnej, gdzie znaleziono go na wysokości 1160 m n.p.m.